# Jeroen Hermkens
Jeroen Hermkens (Sint Anthonis, 31 maart 1960) is een Nederlands lithograaf en kunstschilder.

## Carrière
Zijn opleiding volgde hij aan de Hogeschool voor de Kunsten Utrecht en het Atelier lithografique Champfleury in Parijs. Zijn litho's en schilderijen gelden als 'krachtig en expressief'. De inspiratie haalt hij in Nederland maar ook in het buitenland. 
In Nederland is zijn werk onder meer geëxposeerd in Museum Flehite in Amersfoort, Museum De Buitenplaats in Eelde, Museum Jan van der Togt in Amstelveen, Museum Rijswijk, Slot Zeist, Singer Laren en het Centraal Museum in Utrecht. In 2010 was in de Kunsthal Rotterdam de Koos van Oord collectie te zien, een serie van 80 schilderijen, tekeningen en litho's  waarin Hermkens de activiteiten op zee van het baggerbedrijf Van Oord had vastgelegd. Het Rijksmuseum Amsterdam verwierf in 2013 een reeks litho's van Hermkens. Hij exposeerde ook in buitenlandse musea. CNN zond in 2002 een documentaire uit over zijn werk.
In 1996 ontving hij de  Allianz Nederland Grafiekprijs voor zijn grote litho's. In 2006 werd hij verkozen tot Nederlands Kunstenaar van het jaar. Jeroen Hermkens is lid van de Utrecht Development Board.
Zijn atelier bevindt zich in een werfkelder aan de Oudegracht in Utrecht.

## Incident in Purmerend
Eind november 2022 kwam Hermkens in het landelijke nieuws toen de gemeente Purmerend de fusie met Beemster luister wilde bijzetten door in het stadhuis een serie van zijn litho's en tekeningen tentoon te stellen, waarop borsten te zien waren. De tentoonstelling, waarvoor 'trotse Beemstervrouwen' geposeerd hadden en die al elders in de gemeente te zien was geweest, zou klachten van stadhuisbezoekers hebben opgeleverd. De gemeente besloot de gewraakte portretten te verwijderen, waarna Hermkens aankondigde uit protest de totale tentoonstelling weg te halen uit het stadhuis. Na een motie in de gemeenteraad, die Hermkens' standpunt in meerderheid deelde, besloten B & W van Purmerend de werken toch te laten hangen.

## Restauratie Domtoren
De Utrechtse kunstenaar mocht gedurende de restauratie van de Domtoren tussen 2017 en 2024 meerdere keren toren op om zijn indrukken op papier te zetten. Met rietpen en Oost-Indische inkt ging hij op 70 en 100 meter hoogte aan het werk. Het Utrechts Archief meldde op 8 november 2024 dat het 12 tekeningen en een litho van Herkens heeft verworven, om toe te voegen aan de uitgebreide verzameling afbeeldingen van de Domtoren. De werken zijn digitaal te bekijken op de website van het archief.